# Leopold Bilogan
Leopold Bilogan (* 11. November 1912 in Wien; † 25. Mai 1995 ebenda) war ein österreichischer Offizier, zuletzt im Rang eines Obersts. Als Major war Bilogan maßgeblich beteiligt am Aufbau der Luftstreitkräfte des Bundesheeres.

## Leben und Wirken
Leopold Bilogan besuchte nach der Volksschule das Bundesrealgymnasium Wien 12 in Meidling und maturierte im Jahr 1931. Er absolvierte die Theresianische Militärakademie in Wiener Neustadt, die er im September 1936 abschloss.
In der Ersten Republik war Bilogan bereits Angehöriger der zuerst „illegalen“ österreichischen Luftstreitkräfte. Seinen Militärflugschein erwarb er als Angehöriger des Fliegerkursjahres 1931/32 an der „ÖLAG-Fliegerschule Graz-Thalerhof“. Als Offizier der deutschen Luftwaffe war er im Zweiten Weltkrieg in verschiedenen Funktionen eingesetzt. 1940 war er Mitglied der deutsch-französischen Waffenstillstandskommission. Gegen Kriegsende befehligte Bilogan ein Bataillon Fallschirmjäger in den besetzten Niederlanden.
Bilogan gehörte nach dem Zweiten Weltkrieg erst der Polizei in Wien, danach der B-Gendarmerieschule II an und wurde in Folge in das neue Bundesheer übernommen. Er war maßgeblich am Aufbau der österreichischen Luftstreitkräfte in der Zweiten Republik beteiligt. Er wurde als Major erster Kommandant der Fliegerhorstabteilung I. Bereits seit Herbst 1955 arbeitete er für das Amt für Landesverteidigung am Aufbau der Fliegertruppe. Oberleutnant Gustav Golja wurde ihm als Adjutant zugeteilt. Bilogan hatte den Auftrag, den Dienstbetrieb bis zum 1. Mai 1956 aufzunehmen.
Die Fliegerhorstabteilung I wurde mit Wirkung 1. September 1957 aufgelöst, denn ab diesem Zeitpunkt gab es für jeden Fliegerhorst ein Fliegerhorstkommando. Als Major wurde Bilogan erster Kommandant des Fliegerhorstkommandos Langenlebarn sowie Kasernenkommandant und Ortskommandant.

## Privates
Leopold Bilogan hat aus erster Ehe den Sohn Kurt (* 1940). Er heiratete in zweiter Ehe die Berlinerin Helga, geb. Ressel (1920–2005). Aus dieser Ehe entstammen ein Sohn und eine Tochter. Sein Schwiegersohn war der Politiker und Oberst des österreichischen Bundesheer John Gudenus. Sein Enkel ist der ehemalige Politiker und FPÖ-Klubobmann im Nationalrat Johann Gudenus.
Bilogan ist auf dem Hietzinger Friedhof begraben.

## Auszeichnungen und Ehrenzeichen
- Eisernes Kreuzes 1. Klasse
- Goldene Frontflugspange
- Goldenes Verdienstzeichen der Republik Österreich, 1959[5]
- Goldenes Ehrenzeichen der Republik Österreich, 1972[5]